# S3TC
S3TC (S3 Texture Compression) (также называется DXTn или DirectX Texture Compression — DXTC) — метод сжатия текстур, первоначально разработанный Iourcha и др. из S3 Graphics для использования в компьютерном графическом ускорителе Savage 3D.
Метод сжатия поразительно похож на ранее опубликованный Color Cell Compression. DXTC — это формат сжатия текстур с потерями, с фиксированным размером выходных данных. Благодаря алгоритму сжатия, формат S3TC стал широко использованным форматом сжатия текстур для трехмерной компьютерной графики с аппаратным ускорением. После интеграции S3TC в состав Microsoft DirectX 6.0 и OpenGL 1.3 этот формат сжатия получил исключительно широкое распространение. Существует не менее 5 разновидностей формата S3TC (от DXT1 до DXT5 включительно).

## Кодеки

### DXT1
Формат DXT1 из всех разновидностей S3TC обеспечивает самое сильное сжатие: каждый блок из 16 пикселей преобразуется в 64 бита. Также используются два различных 16-битных значения цветов RGB (5:6:5) и 2-битная таблица подстановок 4х4. DXT1 не поддерживает альфа-каналы.

### DXT3
При использовании формата DXT3 каждый блок из 16 пикселей преобразуется в 128 бит: 64 бита данных альфа-канала и 64 бита данных цвета. Формат DXT3 подходит для изображений и текстур с резким изменением альфа-канала, то есть прозрачности.

### DXT5
При использовании формата DXT5 каждый блок из 16 пикселей преобразуется в 128 бит: 64 бита данных альфа-канала и 64 бита данных цвета. Формат DXT5 подходит для изображений и текстур с плавным, постепенным изменением альфа-канала.
Если {\displaystyle \alpha _{0}>\alpha _{1}}, то шесть других альфа значения вычисляются таким образом, что {\displaystyle \alpha _{2}={{6\alpha _{0}+1\alpha _{1}} \over 7}}, {\displaystyle \alpha _{3}={{5\alpha _{0}+2\alpha _{1}} \over 7}}, {\displaystyle \alpha _{4}={{4\alpha _{0}+3\alpha _{1}} \over 7}}, {\displaystyle \alpha _{5}={{3\alpha _{0}+4\alpha _{1}} \over 7}}, {\displaystyle \alpha _{6}={{2\alpha _{0}+5\alpha _{1}} \over 7}}, и {\displaystyle \alpha _{7}={{1\alpha _{0}+6\alpha _{1}} \over 7}}.
В противном случае, если {\displaystyle \alpha _{0}\leq \alpha _{1}}, четыре альфа значения рассчитываются таким образом, что {\displaystyle \alpha _{2}={{4\alpha _{0}+1\alpha _{1}} \over 5}}, {\displaystyle \alpha _{3}={{3\alpha _{0}+2\alpha _{1}} \over 5}}, {\displaystyle \alpha _{4}={{2\alpha _{0}+3\alpha _{1}} \over 5}}, и {\displaystyle \alpha _{5}={{1\alpha _{0}+4\alpha _{1}} \over 5}} где {\displaystyle \alpha _{6}=0} и {\displaystyle \alpha _{7}=255}.

## Сравнение форматов S3TC
Таблица кодеков.
| Идентификатор кодека FOURCC | Сжатие блоков | Описание             | Premultiplied Alpha | Степень сжатия               | Поддерживаемые текстуры |
| --------------------------- | ------------- | -------------------- | ------------------- | ---------------------------- | ----------------------- |
| DXT1                        | BC1           | 1-bit Alpha / Opaque | N/A                 | 6:1(for 24 bit source image) | Simple non-alpha        |
| DXT2                        | BC2           | Explicit alpha       | Yes                 | 4:1                          | Sharp alpha             |
| DXT3                        | BC2           | Explicit alpha       | No                  | 4:1                          | Sharp alpha             |
| DXT4                        | BC3           | Interpolated alpha   | Yes                 | 4:1                          | Gradient alpha          |
| DXT5                        | BC3           | Interpolated alpha   | No                  | 4:1                          | Gradient alpha          |

Преимущества:
- Размер файлов существенно меньше по сравнению с PNG.
- Неплохое качество, мало наложений (артефакты не слишком заметны).
- Высокая скорость компрессии/декомпрессии изображений.
- Аппаратное ускорение обработки графическими процессорами реализовано в огромном количестве видеоадаптеров. Аппаратная поддержка применяется практически повсеместно на настольных ПК и постепенно охватывает устройства на базе Android.

Недостатки:
- Качество ниже, чем при использовании PNG (поскольку формат S3TC предусматривает сжатие с потерями).